# Kedrovi
Kedrovi (en rus: Кедровый) és un poble (un possiólok) de l'óblast de Kémerovo, a Rússia, que en el cens del 2010 tenia 308 habitants, pertany al districte de Taigà.